# Bentley Continental Flying Spur
De Bentley Continental Flying Spur is de vierdeursversie van de Bentley Continental GT. De Flying Spur is de snelste vierdeurs-Bentley ooit gemaakt en wordt ook gezien als een capabele GT.

## Motor en prestaties
De Flying Spur beschikt over een 6,0-liter W12 met twee turbo's die 412 kW (552 pk) voorbrengt en de 2,5 ton wegende auto naar een topsnelheid van 312 km/h brengt. Dit maakt hem de op een na snelste vierpersoonsauto, 3 km/h trager dan de Ferrari 612 Scaglietti. Vierwielaandrijving is standaard. De auto werd tijdelijk gebouwd in de Gläserne Manufaktur van Volkswagen in Dresden (Duitsland) omdat de Bentley fabriek in Crewe (Engeland) moest worden aangepast om aan de grote vraag te voldoen.

## Speed
Op 9 juni 2008 werd de Bentley Continental Flying Spur Speed gelanceerd. Dit is een snellere versie van de Flying Spur met een doorontwikkelde motor. Eerder verscheen van de Continental GT ook al een Speed-versie. De motor van deze twee is gelijk, de 6,0-liter W12-motor met bi-turbo. In de Speed-versies levert hij een vermogen van 455 kW (610 pk) en een koppel van 750 Nm. Hiermee sprint de Flying Spur Speed in 4,8 seconden naar de 100 km/h en heeft een topsnelheid van 322 km/h. De auto is te herkennen aan zijn donkere grille en de dikkere uitlaatpijpen. Tevens is hij 10 mm verlaagd en voorzien van 20 inch velgen.